# Ebbhead
Ebbhead este al VI-lea album al trupei Nitzer Ebb.

## Lista cântecelor
1. „Reasons” – 4:17
2. „Lakeside Drive” – 3:59
3. „I Give To You” – 5:10
4. „Sugar Sweet” – 3:21
5. „DJVD” – 4:20
6. „Time” – 4:53
7. „Ascend” – 5:19
8. „Godhead” – 4:29
9. „Trigger Happy” – 4:22
10. „Family Man” (Remix) - 3:58